# Pesti Hírlap (napilap, 2020–2022)
A Pesti Hírlap egy rövid életű, Budapesten megjelenő, 2020-ban indult ingyenes napilap volt. A lap első próbaszáma még 2019 decemberében jelent meg, 2020. január 30-tól pedig minden munkanapon, délután ingyenesen terjesztették a fővárosban. Tulajdonosai nagy reményeket fűztek hozzá, ám a kedvezőtlen gazdasági körülmények miatt 2022-ben felfüggesztették a megjelenését, ami azóta sem indult újra.

## Története
A lap tulajdonosa, Milkovics Pál csehországi magyar médiavállalkozó 2018-ban, az akkor nyolcvanéves Magyar Nemzet napilap bezárásának bejelentése után megkereste az újság tulajdonosát, Simicska Lajos üzletembert, azzal a szándékkal, hogy megvásárolná a lapot, amit a továbbiakban ingyenes újságként működtetne. Azonban Milkovics nem kapott választ a vállalkozótól, így végül visszavonta ajánlatát. Milkovics Pál ezután a 24.hu-nak adott interjújában már közölte, hogy egy új, ingyenes fővárosi napilap elindítását tervezi.
2019. szeptember 11-én jelentették be a Pesti Hírlap megjelenését, melyet az év novemberére terveztek, illetve, hogy az újság főszerkesztője Kerényi György lett, aki 2006 és 2010 között a Kossuth Rádió főszerkesztője volt, majd 2013-2014 között a VS.hu szerkesztőségét vezette. A tulajdonos azt is közölte, hogy az új napilap a BKV területén terjesztett, szintén ingyenes Lokál napilap vetélytársa kíván lenni. A Pesti Hírlap "nulladik száma", azaz próbaszáma végül 2019. december 11-én jelent meg Budapesten.
A hivatalos megjelenést a próbaszámban 2020. január 13-ra ígérték, de technikai problémák miatt ezt el kellett halasztani. Végül 2020. január 30-án megjelenhetett a lap első száma, melyet innentől kezdve minden munkanapon terjesztenek Budapesten.
Az újságot körülbelül 20 újságíró készíti. Színes, 16 oldalas, tabloid formátumú. A lap délután 4 órakor jelenik meg naponta a fővárosban.
A magyarországi koronavírus-járvány miatt a nyomtatott lap kiadása határozatlan időre leállt, de az online felület továbbra is működik. 2020. március 25-én Kerényi György főszerkesztő felmondott, utódja Trencséni Dávid lett. Ezután egy ideig hetilapként működött, majd 2020. november 2-tól újra napilapként érhető el. A tulajdonos új főszerkesztőt nevezett ki, Pion István személyében, aki korábban a Magyar Hírlapnál, a Magyar Nemzetnél, és a Zoom.hu-nál is megfordult. Trencséni Dávid addigi főszerkesztő hírigazgatóvá lép elő.
A 2021-es ellenzéki előválasztási kampányban az ingyenes lap Dobrev Klára miniszterelnök-jelölti kampányát támogatta Márki-Zay Péterrel szemben, nemegyszer félrevezető, kontextusból kiragadott idézetekkel Márki-Zaytól, melyek közül nem egy a címlapon jelent meg. A félrevezető címlapok miatt Pion István főszerkesztő októberben felmondott, és két másik újságíró is követte. A távozók szerint a címlapok szakmailag vállalhatatlanok voltak, és a főszerkesztő nem tudott róluk.
2022. áprilisában a lap veszteséges működése, és az emelkedő papírárak miatt a kiadó ismét csak hetente egyszer jelentette meg az újságot, majd 2022. augusztus 8-án felfüggesztették a kiadást, és bár az év szeptemberére újraindulást ígértek, ez végül sohasem történt meg. Az újság kiadója a Global Post Hun is felszámolás alá került 2023-ban.

### Tulajdonosi viszonyai
2020 áprilisáig a lap 100%-os tulajdonosa a Global Post Hun Kft., amely Milkovics Pál érdekeltségébe tartozik. Április 22-én azonban bejelentették, hogy 20 százalékos tulajdonos lett a Pesti Hírlap kiadójában a Brit Media Kft., melynek tulajdonosa Köves Slomó. 2020. július 10-én kiderült, hogy a Pesti Hírlap 100 százaléka a Brit Mediához, a 168 Óra, a Klubrádió és a Neokohn tulajdonosához kerül, míg a Pesti Hírlap eddigi többségi tulajdonosa, Milkovics Pál beszáll a Brit Mediába tulajdonosnak, valamint vezetőjévé is válik a holdingnak. A 168 Óra és a Pesti Hírlap össze is költözött. Köves Slomó később bejelentette, hogy kivonul a médiából, így a Brit Media Kft. többségi tulajdonosa Milkovics Pál lett.
2021 nyarán a Brit Media csoport 50%-os tulajdonosa Shabtai Michaeli izraeli-grúz üzletember lett.

## Rovatok
- Közélet
- Nagyváros
- Vélemény
- Szolgáltatás
- Sport
- Technika
- Rejtvény
- TV műsor